# Laurel und Hardy: Als Mitgiftjäger
Me and My Pal (deutsche Filmtitel: Als Mitgiftjäger / Ich und mein Freund / Verspielte Millionen) ist eine US-amerikanische Kurzfilm-Komödie von Charley Rogers und Lloyd French aus dem Jahr 1933.

## Handlung
Oliver Hardy hat sich durch jahrelange harte Arbeit bis kurz vor die Spitze eines Ölkonzerns vorgearbeitet. Am heutigen Tag soll er die Tochter des Ölmagnaten Peter Cucumber heiraten und selbst den Vorsitz der Firma übernehmen. Sein bester Freund Stan soll als Trauzeuge fungieren und überreicht ihm am Morgen der Hochzeit sein Geschenk: ein Puzzle. Stan und Ollie fangen schon gleich mit dem Puzzle an, worüber sie die Zeit vergessen. Nach und nach schließen sich Ollies Butler, der Taxifahrer, ein Botenjunge mit einem wichtigen Telegramm und sogar ein Polizist der Puzzlerunde an.
Mr. Cucumber gerät unterdessen auf der Hochzeit in Wut, da der Bräutigam seiner Tochter immer noch nicht auftaucht. Er macht sich auf den Weg zu Ollies Haus, wo unterdessen das Puzzle bis auf ein fehlendes Teil vervollständigt ist. Der Polizist befiehlt, dass niemand den Raum verlassen dürfe, bis das letzte Teil gefunden werde. Der vollkommen wütende Cucumber sorgt daraufhin für einen Streit, an dessen Ende das Puzzle zerstört ist. Die Polizei erscheint und alle Beteiligten werden verhaftet, bis auf Stan und Ollie, die sich rechtzeitig verstecken konnten. Ollie findet unterdessen das Telegramm des Botenjungen, das im Puzzlewahn unbeachtet blieb: Er müsse schnell seine Aktien bei der Great International Horsecollar Corporation verkaufen, um ein reicher Mann zu werden. Im Radio hört er allerdings, dass die Aktie inzwischen dramatisch gefallen sei und ihren Anlegern viel Geld kosten würde. Der vor den Ruinen seiner Existenz stehende Ollie verweist Stan des Hauses. Als dieser beim Hinausgehen das fehlende Puzzleteil findet und wieder mit dem Puzzlen anfangen will, schmeißt Ollie ihn erzürnt hinaus.

## Hintergrund
Die Dreharbeiten fanden im März 1933 statt. Der Filmtitel ist eine Anspielung auf den 1932 erschienenen Film Me and My Gal mit Spencer Tracy und Joan Bennett.
Der Regisseur des Films, Charley Rogers, ist auf der Hochzeitsfeier als Platzanweiser im Bild. Die Schauspielerinnen Mary Kornman und Carroll Borland sind auf der Feier im Hintergrund als Brautjungfern von Ollies Geliebter zu sehen.